# تئاترهای نیماکس

لوگو تئاترهای نیماکس

تئاترهای نیماکس (انگلیسی: Nimax Theatres) مجموعه‌ای از سالن‌های تئاتر با مالکیت و مدیریت نیکا بارنز و مکس وایتزنهافر در لندن، انگلستان است.
در سپتامبر ۲۰۰۵ تئاتر آپولو لندن، تئاتر گریک، تئاتر داچس و تئاتر لیریک، لندن توسط این گروه خریداری شد، همچنین تئاتر وودویل در سال ۲۰۰۵ و تئاتر پالاس، لندن در ژانویه ۲۰۱۲ توسط وایتزنهافر خریداری و به مجموعه سالن‌ها اضافه شد.

## تئاترها
- تئاتر آپولو
- تئاتر داچس
- تئاتر گریک
- تئاتر لیریک
- تئاتر وودویل
- تئاتر پالاس